# Trochulus graminicola
Trochulus graminicola es una especie de molusco gasterópodo terrestre de la familia Hygromiidae en el orden de los Stylommatophora.

## Distribución geográfica
Es endémica del sur de Alemania: Baden-Wurtemberg, Jura de Suabia cerca de Geislingen y Blumberg.